# Selenicereus urbanianus

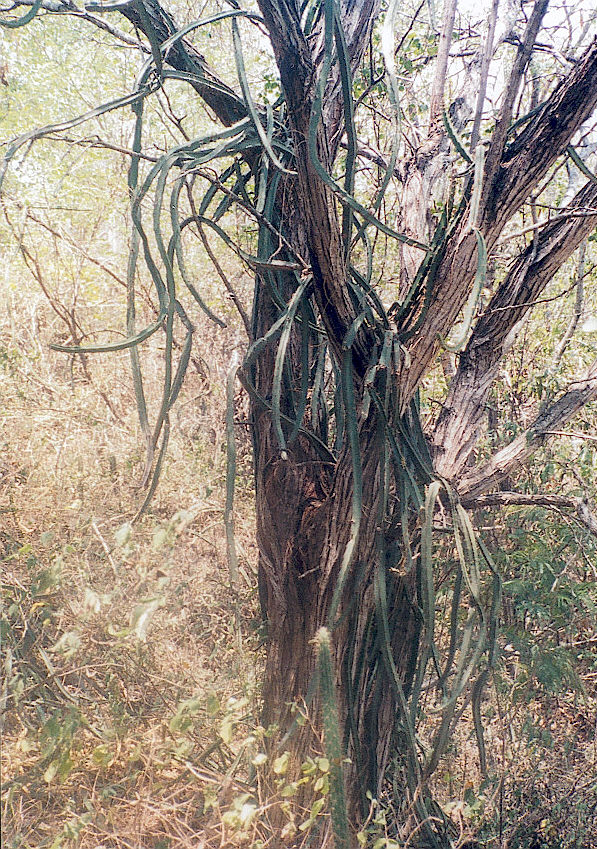
Wuchsform

Selenicereus urbanianus ist eine Pflanzenart in der Gattung Selenicereus aus der Familie der Kakteengewächse (Cactaceae). Das Artepitheton urbanianus ehrt den deutschen Botaniker Ignaz Urban.

## Beschreibung
Selenicereus urbanianus wächst angelehnt-kletternd bis kletternd. Die Triebe sind zunächst glänzend, dann hellgrün mit einem etwas purpurfarbenen Hauch. Sie weisen Durchmesser von bis zu 5 Zentimetern auf. Die 4 bis 5 (selten 3 bis 6) Rippen sind zuerst scharfkantig und deutlich, später weniger ausgeprägt. Die kleinen Areolen sind mit weißen Haaren und 1 bis 2 kleinen Borsten besetzt. Aus den Areolen entspringen mehrere ausgebreitete nadelförmige bis zu 1 Zentimeter lange Dornen, die anfangs gelb sind und später braun werden.
Die Blüten sind bis 30 Zentimeter lang. Ihre äußeren Blütenhüllblätter sind braun bis orange, die inneren weiß. Das Perikarpell und die Blütenröhre sind mit langen weißen Haaren bedeckt. Die Früchte sind kugelförmig.

## Verbreitung und Systematik
Selenicereus urbanianus ist in Kuba, Haiti und der Dominikanischen Republik verbreitet.
Die Erstbeschreibung als Cereus urbanianus wurde 1904 von Max Gürke und Wilhelm Weingart veröffentlicht. Nathaniel Lord Britton und Joseph Nelson Rose stellten die Art 1913 in die Gattung Selenicereus.
Von Selenicereus urbanianus gibt es ein Cultivar ‘Monstrosus’.

## Nachweise